# 航天技术

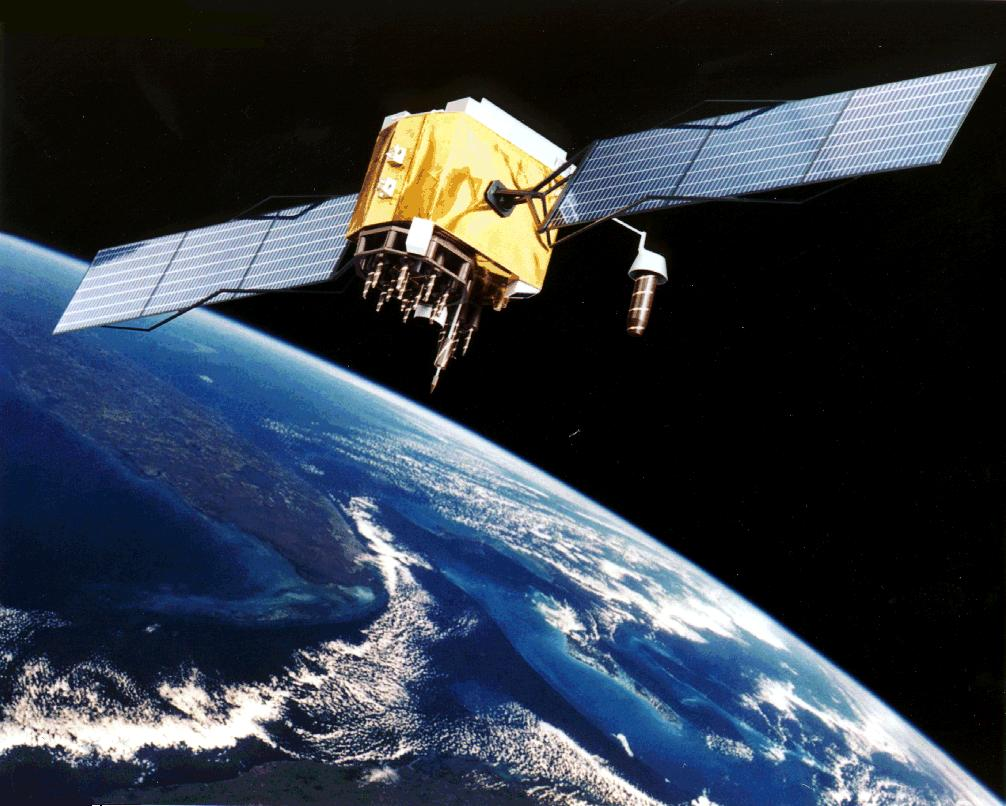
全球定位系统II-F卫星

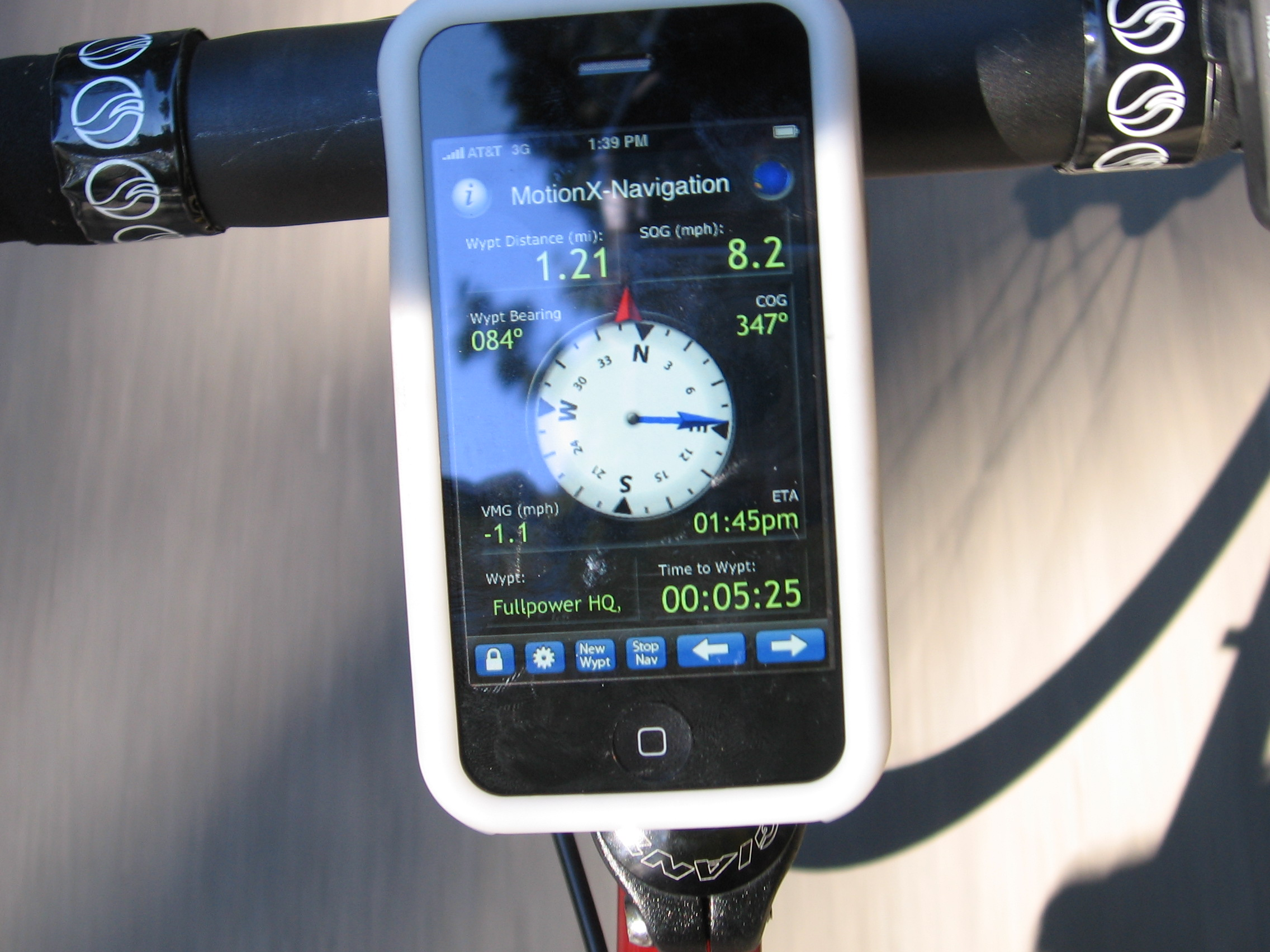
智能手机上的全球定位系统接收机

航天技术，又称太空技術（英語：space technology），是一项探索、开发和利用太空以及地球以外天体的综合性工程技术。是一个国家现代技术综合发展水平的重要标志。可以分为民用和军用二类。军事航天技术，是把航天技术应用于军事领域，为军事目的进入太空和开发利用太空的一门综合性工程技术。民用航天技术多出于商业目的，如气象卫星用于气象预报、防灾防洪。航天技术又向其他领域衍生技术，如太空笔、太空床、软袋包装、真空包装、速冻食品、隔热板、卫星电视传播系统、全球定位系统、饮水循环回收系统、高效率太阳能帆板等等。由航天工程衍生出的新科技往往被指出是提倡航天的理由之一。